# Harriet Browne
Pour les articles homonymes, voir Owen et Browne.
Harriet Mary Browne Owen (1798-1858) est une écrivaine et compositrice britannique, sœur du poète Felicia Hemans .

## Biographie
Browne est la petite-fille du consul vénitien à Liverpool. La famille déménage dans le Denbighshire au nord du Pays de Galles pour que son père poursuive ses affaires. Elle grandit près d'Abergele et de St Asaph dans le Flintshire. Elle épouse un homme du nom d'Owen. Elle a été confondue de son vivant avec une autre compositrice, ce qui rend l'attribution de ses œuvres difficile. En plus de composer, elle a écrit The works of Mrs. Hemans, with a memoir by her sister. Elle a également utilisé le pseudonyme de Mme Hughes.

## Œuvres
- The Pilgrim Fathers[1]
- Oh! call my brother back to me (texte Felicia Hemans)

## Publications
- Harriet Browne, The works of Mrs. Hemans, with a memoir by her sister (bibliographie), [lire en ligne].